# Jennifer Spence
Jennifer Spence (Toronto, 22 de enero de 1977) es una actriz canadiense. Ha actuado principalmente en series de televisión, entre sus papeles más destacados cabe mencionar a la Dra. Lisa Park en la serie de televisión Stargate Universe y a Betty Robertson en la serie Continuum.

## Biografía
Jennifer Spence nació y se crio en Toronto, Ontario, de padre británico y madre canadiense japonesa de tercera generación. Se casó con el actor Benjamin Ratner en el 2011 y protagonizó su película Down River de 2013. Residen en Vancouver en la Columbia Británica.
A lo largo de su carrera como actriz ha tenido papeles principales en varias series de televisión, incluidas Exes and Ohs, The 4400, Reunion y Write & Wrong. Así mismo ha aparecido en papeles recurrentes en Killer Instinct, DaVinci's Inquest, You Me Her y Travelers.
Inmediatamente después de la cancelación de Stargate Universe, Spence se unió a otros miembros del elenco del programa (incluido Michael Dopud) en un piloto de la nueva serie de televisión Echoes, producida por Mark Savela y Ken Kabatoff quienes ya habían trabajado anteriormente en Stargate. En 2012, Spence tuvo papeles episódicos en tres series de televisión en cadena, The Killing, Alcatraz y Supernatural. Además tuvo un papel recurrente en la serie de televisión de ciencia ficción Continuum, como la detective Betty Robertson, que se emitió desde mayo de 2012 hasta octubre de 2015. En 2013, tuvo un papel destacado en la galardonada película Down River, que fue escrita y dirigida por su esposo el también actor y director Benjamin «Ben» Ratne.
Entre 2019 y 2022, interpretó el papel de la profesora Kathy Torrance que trabaja de antropóloga forense en el ficticio Instituto Escocés de Ciencias Forenses y Anatomía, en la serie de drama policíaco de la televisión británica Traces.

## Familia
Está casada con el director y actor canadiense Benjamin Ratner. Se conocieron en 2009, y se casaron en 2011.

## Filmografía

### Cine
| Año  | Título                  | Papel                         | Notas        | Ref.   |
| ---- | ----------------------- | ----------------------------- | ------------ | ------ |
| 1997 | Blind Spot              | Chica en el parque            | Cortometraje |        |
| 2003 | The Core                | Asistenta de Zimsky           |              |        |
| 2004 | The Truth About Miranda | Mujer #2                      |              |        |
| 2006 | Catch and Release       | Amiga reconfortante           |              |        |
| 2013 | Down River              | Aki                           |              | [ 13 ] |
| 2014 | Mina.Minerva            | Robyn                         | Cortometraje |        |
| 2015 | The Adept               | Maddy                         | Cortometraje | [ 14 ] |
| 2016 | Trying                  | Claire                        | Cortometraje |        |
| 2017 | Wonder                  | Jueza de la feria de ciencias |              |        |

### Televisión
| Año       | Título                              | Papel                  | Notas | Ref.   |
| --------- | ----------------------------------- | ---------------------- | --- | ------ |
| 2001      | Da Vinci's Inquest                  | Testigo                | Episodio «It's Backwards Day                                                                                              |        |
| 2001      | The Heart Department                | Nurse #3               | Telefilme |        |
| 2002      | Mr. St. Nick                        | Asistente de puerta    | Telefilme |        |
| 2003      | Da Vinci's Inquest                  | Tricia                 | Episodioː «Thanks for the Toaster Oven»                                                                                   |        |
| 2003-2004 | Da Vinci's Inquest                  | Kimmy                  | Episodiosː «Twenty Five Dollar Conversation», «Out of the Bag and All Over the Street» y «Wash the Blood Out of the Ring» |        |
| 2004      | Tru Calling                         | Stephanie Brandis      | Episodio «The Longest Day»                                                                                                |        |
| 2004      | Touching Evil                       | Nurse's Aide           | Episodioː «Mercy» |        |
| 2004      | Huff                                | Monique                | Episodioː «Pilot» |        |
| 2005      | Reunion                             | Evelyn                 | Episodioː «1993» |        |
| 2005-2006 | Killer Instinct                     | Det. Burch             | Episodios «Game Over», Love Hurts                                                                                         |        |
| 2006      | Northern Town                       | Suko                   | TV series |        |
| 2007      | A Decent Proposal                   | Gwen Stathis           | Telefilme |        |
| 2007      | Write & Wrong                       | Cathy                  | Telefilme |        |
| 2007      | The 4400                            | Joanna                 | Papel recurrente (temporada 4)                                                                                            |        |
| 2009      | Eureka                              | Dr. Monroe             | Episodioː «Shower the People»                                                                                             |        |
| 2009-2011 | Stargate Universe                   | Lisa Park              | Papel recurrente |        |
| 2009-2011 | Stargate Universe: Kino             | Lisa Park              | Papel recurrente |        |
| 2011      | Exes and Ohs                        | Devin                  | Papel principal |        |
| 2012      | Virtual Lies                        | Dr. Gloria Reese       | Telefilme |        |
| 2012      | Supernatural                        | Jean Holiday           | Episodioː «Plucky Pennywhistle's Magical Menagerie»                                                                       |        |
| 2012      | Alcatraz                            | Susan Lee              | Episodioː «Webb Porter»                                                                                                   |        |
| 2012      | The Killing                         | Eve                    | Episodioː «Ghosts of the Past»                                                                                            |        |
| 2012      | Echoes                              | Sonya                  | Episodio piloto no emitido                                                                                                |        |
| 2012–2014 | Continuum                           | Betty Robertson        | Papel principal (temporadas 1 y 3)                                                                                        |        |
| 2014      | Christmas Icetastrophe              | Álex Novak             | Telefilme |        |
| 2015      | Motive                              | Melissa Dixon          | Episodioː «The Glass House»                                                                                               |        |
| 2015      | The Whispers                        | Tech Specialist        | Episodioː «Traveller in the Dark»                                                                                         |        |
| 2015      | Tiess That Bind                     | Ms. Lowens             | Episodioː «It Doesn't Show»                                                                                               |        |
| 2015      | Girlfriends' Guide to Divorce       | Editor                 | Episodioː «Avoid the Douchemobile»                                                                                        |        |
| 2016      | Unreal                              | Connie                 | Episodioː «War» |        |
| 2016      | Van Helsing                         | Karen                  | Episodioː «Help Me» |        |
| 2016      | Frequency                           | Susie Cairone          | Episodioː «Piloto» |        |
| 2016      | Beyond                              | Dr. Tolan              | Episodiosː «I Scream», «You Scream», «Stir»                                                                               |        |
| 2016-2018 | Travelers                           | Grace Day              | Papel recurrente |        |
| 2016-2019 | Tú, yo y ella                       | Carmen                 | Papel recurrente, temporada 1 y 4                                                                                         |        |
| 2018      | Life Sentence                       | Agente J. Stern        | Episodioː «Re-Inventing the Abbotts»                                                                                      |        |
| 2018      | The Bletchley Circle: San Francisco | Olivia Mori            | Papel recurrente |        |
| 2019      | Supernatural                        | Melly Krakowski        | Episodioː «Golden Time»                                                                                                   |        |
| 2019-2022 | Traces                              | Prof. Kathy Torrance   | Papel principal (temporadas 1 y 2); 12 episodios                                                                          | [ 11 ] |
| 2021      | Trigger Me                          | Nikki                  | 4 episodios |        |
| 2021-2025 | Family Law                          | Winnie Sugimoto        | 7 episodios |        |
| 2023      | Lucky Hank                          | Ashley                 | 4 episodios |        |
| 2024      | The Irrational                      | Detective Sara Mendoza | Episodio «Stan by Me» |        |
| 2024-2025 | The Trades                          | Chelsea Nakamura       | 16 episodios |        |
| 2025      | The Thundermans: Undercover         | Directora Taylor       | 3 episodios |        |
| 2025      | Happy Face                          | Renee                  | |        |